# مهدي بطاش
مهدي بطاش  (1995 المغرب) هو لاعب كرة قدم مغربي.

## روابط خارجية
- مهدي بطاش على موقع قاعدة بيانات كرة القدم.إي يو (الإنجليزية)